# Steve Lennon
Stephen (Steve) Lennon (Carlow, 25 november 1993) is een Ierse darter die speelt bij de Professional Darts Corporation (PDC). Eerder speelde Lennon bij de British Darts Organisation (BDO).

## Carrière
Lennon speelt sinds 2011 professioneel darts en speelde in het verleden in het team van het graafschap Kilkenny. Zijn eerste toernooiwinst was het Ireland Players Championship, waarin hij in de finale Stephen Byrne met 6-1 versloeg. In 2016 bereikte Lennon de finale van de Finnish Masters, waarin hij met 6-5 verloor van de Zweed Dennis Nilsson.
Lennon begon aan de PDC Q-School in 2017 en bemachtigde een Tour Card op de derde speeldag. In 2018 behaalde de Ier de finale van de Dutch Darts Masters. Met William O'Connor reikte Lennon tot de finale van de World Cup of Darts in 2019.
Na het PDC World Darts Championship 2024 verloor Lennon nipt zijn Tour Card. Hij nam opnieuw deel aan de PDC Q-School. Op donderdag 11 januari, de eerste dag van de eindfase, kroonde hij zich tot dagwinnaar en won hij meteen zijn Tour Card terug. Hij versloeg achtereenvolgens Leighton Bennett, Shaun Wilkinson, Brett Claydon, Matthew Dennant, Justin Hood en George Killington, waarop hij in de finale William Borland passeerde met 6-4.

## Resultaten op Wereldkampioenschappen

### PDC
- 2018: Laatste 64 (verloren van Steve Beaton met 1-3)
- 2019: Laatste 64 (verloren van Alan Norris met 2-3)
- 2020: Laatste 96 (verloren van Callan Rydz met 2-3)
- 2021: Laatste 64 (verloren van Devon Petersen met 1-3)
- 2022: Laatste 32 (verloren van Mervyn King met 0-4)
- 2024: Laatste 64 (verloren van Jonny Clayton met 1-3)

### PDC World Youth Championship
- 2014: Laatste 64 (verloren van James Young met 5-6)
- 2015: Laatste 64 (verloren van Kurt Parry met 5-6)
- 2016: Kwartfinale (verloren van Berry van Peer met 5-6)
- 2017: Laatste 64 (verloren van Kurt Parry met 4-6)

## Resultaten op de World Matchplay
- 2018: Laatste 32 (verloren van Darren Webster met 6-10)